# Tom Hofmans
Tom Hofmans (1966) is een Belgische voormalige atleet, die zich had toegelegd op het verspringen. Hij werd tweemaal Belgisch kampioen.

## Biografie
Hofmans werd in 1989 Belgisch indoorkampioen verspringen. In 1993 veroverde hij ook outdoor de Belgische titel. Hij was aangesloten bij Antwerp AC.

## Belgische kampioenschappen
Outdoor
| Onderdeel   | Jaar |
| ----------- | ---- |
| verspringen | 1993 |

Indoor
| Onderdeel   | Jaar |
| ----------- | ---- |
| verspringen | 1989 |

## Persoonlijke records
Outdoor
| Onderdeel   | Prestatie | Datum            | Plaats   |
| ----------- | --------- | ---------------- | -------- |
| verspringen | 7,74 m    | 5 september 1993 | Oordegem |

Indoor
| Onderdeel   | Prestatie | Datum | Plaats |
| ----------- | --------- | ----- | ------ |
| verspringen | 7,64 m    | 1990  |        |

## Palmares

### verspringen
- 1989:  BK AC indoor – 7,57 m
- 1991:  BK AC – 7,70 m
- 1992:  BK AC – 7,60 m
- 1993:  BK AC – 7,63 m